# ملک‌آباد (شهرستان فنوج)
ملک‌آباد روستایی در دهستان مسکوتان بخش مرکزی شهرستان فنوج استان سیستان و بلوچستان ایران است.

## جمعیت
بر پایه سرشماری عمومی نفوس و مسکن در سال ۱۳۹۵ جمعیت این مکان ۱۸۱ نفر (۴۳خانوار) بوده‌است.